# Skovmandsskjorte
En skovmandsskjorte er en hverdagsskjorte, ofte fremstillet af skotskternet flannel som er opkradset (ruet) bomuldsstof. De kan også være fremstillet i viyella, der er en blanding af uld og bomuld.Min
Oprindelig blev denne type skjorte fremstillet i Nordamerika som arbejdsskjorte, især for arbejdere inden for land- og skovbrug, heraf den engelske betegnelse lumberjack shirt.
| Tøj | Spire Denne artikel om tøj, sko eller lignende er en spire som bør udbygges. Du er velkommen til at hjælpe Wikipedia ved at udvide den. |